# Clovis Didier
Pour les articles homonymes, voir Didier.
Clovis François Auguste Didier, né à Neuilly-sur-Seine le 31 décembre 1858 et mort à Versailles le 13 avril 1939, est un peintre français.

## Biographie
Élève de Emmanuel Lansyer, Jean-Léon Gérôme et Auguste-Barthélemy Glaize, il expose au Salon des artistes français dès 1880 et y obtient en 1914 une mention honorable. En 1929, il y présente la toile Chez l'antiquaire. 